# ريتشارد أولريش
ريتشارد أولريش (بالألمانية: Richard Ulrich)‏ هو مصمم ألماني، ولد في 1942 في شتوتغارت في ألمانيا.